# Ölost
Ölost är en gammal svensk maträtt bestående av varm svagdricka eller öl blandad med mjölk, som åts som kvällsmat med smörgåsar. Linné ansåg att ölost var bäst mot hetsiga febrar och menade, att ölost förekom endast i Sverige, Norge och England. Den kallades i den medicinska litteraturen possetum på latin, en term som uppkommit i England.
Nordisk familjebok, 2:a upplagan, skrev 1922 att rätten ansågs sakna kulinariskt värde, det vill säga att den inte smakade gott. Som belägg nämndes ”förvrängningen olust” samt ”det förr ofta hörda ordstäfvet: ’Ölost gör inte många glada’".
Betydligt gladare blir läsare av det idag mera kända rimmet av Falstaff, fakir publicerat 1894:
Ölost uti festligt lag
höjer lefnadens behag.